# Rhenium(V)-chlorid
Rhenium(V)-chlorid ist eine anorganische chemische Verbindung des Rheniums aus der Gruppe der Chloride.

## Gewinnung und Darstellung
Rhenium(V)-chlorid kann durch Reaktion von Rhenium mit Chlor gewonnen werden.
{\displaystyle {\ce {2Re + 5Cl2 -> 2ReCl5}}}
Es kann auch aus Rhenium(VII)-oxid und Tetrachlorkohlenstoff dargestellt werden.

## Eigenschaften
Rhenium(V)-chlorid liegt in Form von paramagnetischen, an feuchter Luft unbeständigen, schwarzbraunen, grünlich schillernden Kristallen vor. Der Dampf ist ebenfalls dunkelbraun. Es besitzt eine monokline Kristallstruktur mit der Raumgruppe P21/c (Raumgruppen-Nr. 14) und den Gitterparametern a = 924 pm, b = 1154 pm, c = 1203 pm und β = 109,1°. Die Kristallstruktur besteht aus Re2Cl10-Einheiten bei doppelt-hexagonaler Packung. Es ist löslich in Cyclohexan und reagiert mit Sauerstoff bei erhöhter Temperatur zu Rheniumoxidchloriden. Es reagiert mit Wasser zu HReO4 und schwarzem unlöslichen Rhenium(IV)-oxid bzw. grünem gelösten ReCl62−. In einer Chlor-Atmosphäre oder im Vakuum unzersetzt destillierbar, zerfällt oberhalb des Schmelzpunktes in Stickstoff oder Argon zu Rhenium(III)-chlorid und Chlor.

## Verwendung
Rhenium(V)-chlorid wird als Ausgangsmaterial für Rheniumporphyrine und Rheniumalkinkomplexen verwendet.